# Eva Johansson (översättare)
Eva Elisabet Johansson, född 11 juni 1954, är en svensk översättare, från engelska till svenska. Hon har arbetat som översättare sedan 2003.  Bland författare hon översatt kan Claire Messud, Elif Batuman, Jennifer Egan och John Williams nämnas. 2019 fick hon motta Stiftelsen Natur och Kulturs översättarpris. 